# Sucha (powiat sieradzki)
Sucha – wieś w Polsce położona w województwie łódzkim, w powiecie sieradzkim, w gminie Sieradz.
Wieś królewska w starostwie sieradzkim w powiecie sieradzkim województwa sieradzkiego w końcu XVI wieku. W latach 1975–1998 miejscowość należała administracyjnie do województwa sieradzkiego. 
Dzieli się na trzy człony: Nowa Sucha, Kolonia Sucha, Sucha. Miejscowość leży w granicach parafii w Kamionaczu.